# Улятово-Залесе
Улятово-Залесе (пол. Ulatowo-Zalesie) — село в Польщі, у гміні Кшиновлоґа-Мала Пшасниського повіту Мазовецького воєводства.
Населення — 124 особи (2011).
У 1975-1998 роках село належало до Остроленцького воєводства.

## Демографія
Демографічна структура станом на 31 березня 2011 року:
|          | Загалом | Допрацездатний вік | Працездатний вік | Постпрацездатний вік |
| -------- | ------- | ------------------ | ---------------- | -------------------- |
| Чоловіки | 61      | 18                 | 38               | 5                    |
| Жінки    | 63      | 25                 | 25               | 13                   |
| Разом    | 124     | 43                 | 63               | 18                   |